# ドーファン

ドーファンの紋章

ドーファン（Dauphin）は、フランス国王の法定推定相続人（皇太子）の称号。正式には「ヴィエノワのドーファン」（dauphin de Viennois）という。1350年から復古王政期まで用いられた。1791年の立憲王制期と1830年からのオルレアン朝ではプランス・ロワイヤルと改称された。

## 起源

ドーフィネの紋章

ヴィエンヌ伯ギーグ8世はイルカの紋章を用いていて、ル・ドーファン（le Dauphin, フランス語でイルカ）の異名を持っていた。「ヴィエノワのドーファン」の称号はアルボン伯の家系によって受け継がれてきたが、嗣子のないアンベール2世が1349年にドーフィネと呼ばれるようになっていた荘園をフランス王フィリップ6世に売却した際、以後はフランス王位の相続人のみがドーファンの称号を用いるという取り決めがなされた。一方、他にドーファンの称号を使っていたヴィエンヌ伯家の分家であるオーヴェルニュ伯の子孫は「オーヴェルニュのドーファン」（ドーファン・ドーヴェルニュ、dauphin d'Auvergne）の称号を保持・使用し、それはフランス革命まで続いた。
最初にドーファンの称号を与えられたフランス王子はフィリップ6世の孫シャルル5世であった。売却交渉の当時、法定推定相続人であったのはフィリップ6世の息子のノルマンディー公ジャン（後のフランス王ジャン2世）であり、ジャンの所領となることが念頭に置かれていたが、フィリップ6世が亡くなったため、ジャンの息子シャルルに与えられることになった。この称号はおおよそイングランドにおけるプリンス・オブ・ウェールズに相当するものである。1461年以前は正式には「神の恩寵による、ヴィエノワのドーファン、ヴァランティノワおよびディオワの伯爵」（par la grâce de Dieu, dauphin de Viennois, comte de Valentinois et de Diois）といった。当時のヴィエンヌは神聖ローマ帝国領であり、シャルルは成人した後、叔父である神聖ローマ皇帝カール4世にヴィエンヌに関する臣従礼を捧げた。
ヴァロワ＝アングレーム朝の祖フランソワ1世は、父の従弟（従叔父）であるヴァロワ＝オルレアン家のルイ12世から王位を継承したが、ドーファンの称号は授かっていなかった。また、ルイ14世の治世には、ドーファン・ド・ヴィエノワではなく、ドーファン・ド・フランスと呼ぶようになった。

## 歴代のドーファン一覧
| 画像 | 名称                                                             | 継嗣と定めた王 | 出生           | ドーファンとなった年月 | ドーファンでなくなった理由               | 死去           | ドーファン以外の称号         | 即位名        | ドーフィヌ（皇太子妃）                                                   |
| ---- | ---------------------------------------------------------------- | -------------- | -------------- | ---------------------- | ---------------------------------------- | -------------- | ---------------------------- | ------------- | ------------------------------------------------------------------------ |
|      | シャルル・ド・フランス、初代ドーファン・ド・フランス             | ジャン2世      | 1338年1月21日  | 1350年8月22日          | 1364年4月8日 王として即位                | 1380年9月16日  | ノルマンディー公             | シャルル5世   | ジャンヌ・ド・ブルボン                                                   |
|      | シャルル・ド・フランス、第3代ドーファン・ド・フランス            | シャルル5世    | 1368年12月3日  | 1368年12月3日          | 1380年9月16日 王として即位               | 1422年10月21日 |                              | シャルル6世   | –                                                                        |
|      | シャルル・ド・フランス、第4代ドーファン・ド・フランス            | シャルル6世    | 1386年9月26日  | 1386年9月26日          | 1386年12月28日                           | 1386年12月28日 |                              | –             | –                                                                        |
|      | シャルル・ド・フランス、第5代ドーファン・ド・フランス            | シャルル6世    | 1392年2月6日   | 1392年2月6日           | 1401年1月13日                            | 1401年1月13日  | ギュイエンヌ公               | –             | –                                                                        |
|      | ルイ・ド・フランス、第6代ドーファン・ド・フランス                | シャルル6世    | 1397年1月22日  | 1401年1月13日          | 1415年12月18日                           | 1415年12月18日 | ギュイエンヌ公               | –             | マルグリット・ド・ブルゴーニュ                                           |
|      | ジャン・ド・フランス、第7代ドーファン・ド・フランス              | シャルル6世    | 1398年8月31日  | 1415年12月18日         | 1417年4月5日                             | 1417年4月5日   | トゥーレーヌ公               | –             | ジャクリーヌ・ド・エノー                                                 |
|      | シャルル・ド・フランス、第8代ドーファン・ド・フランス            | シャルル6世    | 1403年2月22日  | 1417年4月5日           | 1422年10月21日 王として即位              | 1461年7月22日  | ポンティユー伯               | シャルル7世   | –                                                                        |
|      | ルイ・ド・フランス、第9代ドーファン・ド・フランス                | シャルル7世    | 1423年7月3日   | 1423年7月3日           | 1461年7月22日 王として即位               | 1483年8月30日  |                              | ルイ11世      | マルグリット・デコス; シャルロット・ド・サヴォワ                         |
|      | フランソワ・ド・フランス、第10代ドーファン・ド・フランス         | ルイ11世       | 1466年12月4日  | 1466年12月4日          | 1466年12月4日                            | 1466年12月4日  |                              | –             | –                                                                        |
|      | シャルル・ド・フランス、第11代ドーファン・ド・フランス           | ルイ11世       | 1470年6月30日  | 1470年6月30日          | 1483年8月30日 王として即位               | 1498年4月7日   |                              | シャルル8世   | –                                                                        |
|      | シャルル＝オルラン・ド・フランス、第12代ドーファン・ド・フランス | シャルル8世    | 1492年10月11日 | 1492年10月11日         | 1495年12月16日                           | 1495年12月16日 |                              | –             | –                                                                        |
|      | シャルル・ド・フランス、第13代ドーファン・ド・フランス           | シャルル8世    | 1496年9月8日   | 1496年9月8日           | 1496年10月2日                            | 1496年10月2日  |                              | –             | –                                                                        |
|      | フランソワ・ド・フランス、第14代ドーファン・ド・フランス         | シャルル8世    | 1497年7月      | 1497年7月              | 1497年7月                                | 1497年7月      |                              | –             | –                                                                        |
|      | フランソワ・ド・フランス、第15代ドーファン・ド・フランス         | フランソワ1世  | 1518年9月28日  | 1518年9月28日          | 1536年8月10日                            | 1536年8月10日  | ブルターニュ公               | –             | –                                                                        |
|      | アンリ・ド・フランス、第16代ドーファン・ド・フランス             | フランソワ1世  | 1519年3月31日  | 1536年8月10日          | 1547年3月31日 王として即位               | 1559年7月10日  | オルレアン公、ブルターニュ公 | アンリ2世     | カトリーヌ・ド・メディシス                                               |
|      | フランソワ・ド・フランス、第17代ドーファン・ド・フランス         | アンリ2世      | 1544年1月19日  | 1547年3月31日          | 1559年7月10日 王として即位               | 1560年12月5日  | スコットランド王配           | フランソワ2世 | マリー・デコス                                                           |
|      | ルイ・ド・フランス、第18代ドーファン・ド・フランス               | アンリ4世      | 1601年9月27日  | 1601年9月27日          | 1610年5月14日 王として即位               | 1643年5月14日  |                              | ルイ13世      | –                                                                        |
|      | ルイ＝デュードネ、第19代ドーファン・ド・フランス                 | ルイ13世       | 1638年9月5日   | 1638年9月5日           | 1643年5月14日 王として即位               | 1715年9月1日   |                              | ルイ14世      | –                                                                        |
|      | ルイ、グラン・ドーファン、第20代ドーファン・ド・フランス         | ルイ14世       | 1661年11月1日  | 1661年11月1日          | 1711年4月14日                            | 1711年4月14日  |                              | –             | マリー・アンヌ・ド・バヴィエール                                         |
|      | ルイ、プティ・ドーファン、第21代ドーファン・ド・フランス         | ルイ14世       | 1682年8月16日  | 1711年4月14日          | 1712年2月18日                            | 1712年2月18日  | ブルゴーニュ公               | –             | マリー・アデライード・ド・サヴォワ                                       |
|      | ルイ・ド・フランス、第22代ドーファン・ド・フランス               | ルイ14世       | 1707年1月8日   | 1712年2月18日          | 1712年3月8日                             | 1712年3月8日   | ブルターニュ公               | –             | –                                                                        |
|      | ルイ・ド・フランス、第23代ドーファン・ド・フランス               | ルイ14世       | 1710年2月15日  | 1712年3月8日           | 1715年9月1日 王として即位                | 1774年5月10日  | アンジュー公                 | ルイ15世      | –                                                                        |
|      | ルイ・ド・フランス、第24代ドーファン・ド・フランス               | ルイ15世       | 1729年9月4日   | 1729年9月4日           | 1765年12月20日                           | 1765年12月20日 |                              | –             | マリー＝テレーズ＝ラファエル・ド・ブルボン; マリー＝ジョゼフ・ド・サクス |
|      | ルイ・オーギュスト・ド・フランス、第25代ドーファン・ド・フランス | ルイ15世       | 1754年8月23日  | 1765年12月20日         | 1774年5月10日 王として即位               | 1793年1月21日  | ベリー公                     | ルイ16世      | マリー・アントワネット・ドートリッシュ                                   |
|      | ルイ＝ジョゼフ・ド・フランス、第26代ドーファン・ド・フランス     | ルイ16世       | 1781年10月22日 | 1781年10月22日         | 1789年6月4日                             | 1789年6月4日   |                              | –             | –                                                                        |
|      | ルイ・シャルル・ド・フランス、第27代ドーファン・ド・フランス     | ルイ16世       | 1785年3月27日  | 1789年6月4日           | 1791年10月1日 プランス・ロワイヤルと改称 | 1795年6月8日   | ノルマンディー公             | ルイ17世      | –                                                                        |
|      | ルイ・アントワーヌ・ド・フランス、第28代ドーファン・ド・フランス | シャルル10世   | 1775年8月6日   | 1824年9月16日          | 1830年8月2日 王として即位/退位           | 1844年6月3日   | アングレーム公               | ルイ19世      | マリー・テレーズ・シャルロット・ド・フランス                             |
| 画像 | 名称                                                             | 継嗣と定めた王 | 出生           | ドーファンとなった年月 | ドーファンでなくなった理由               | 死去           | ドーファン以外の称号         | 即位名        | ドーフィヌ（皇太子妃）                                                   |